# Coppa Italia Primavera 1979-1980
La Coppa Italia Primavera 1979-1980 è l'ottava edizione del torneo riservato alle squadre giovanili iscritte al Campionato Primavera. La squadra vincitrice del torneo è stata la Fiorentina che guidata da Nenè si è aggiudicata il titolo per la 1ª volta.

## Finale
L'andata si giocò ad Avellino, il ritorno a Firenze.
| Squadra 1 | Totale | Squadra 2  | Andata | Ritorno |
| --------- | ------ | ---------- | ------ | ------- |
| Avellino  | 3 - 4  | Fiorentina | 3 - 3  | 0 - 1   |

### Andata
| Avellino ??? 1980 Finale - andata | Avellino | 3 – 3 | Fiorentina |  |

### Ritorno
| Firenze ??? 1980 Finale - ritorno | Fiorentina | 1 – 0 | Avellino |  |